# Together (film 2009)
Together è un cortometraggio drammatico diretto da Eicke Bettinga, interpretato da Matt Smith. Il film è stato presentato dalla critica settimanale internazionale, che è una sezione del Festival di Cannes.

## Trama
Un anno dopo la morte di suo fratello, Rob scopre che l'unico modo di aiutare suo padre nella grave perdita è quello di rafforzare l'affetto che prova verso di lui.